# Station Sosoye
Station Sosoye is een voormalige spoorweghalte langs spoorlijn 150 in de Waalse gemeente Anhée. Hoewel het wachthuisje gesloopt werd is er nog een aantal sporen van de voormalige halte zichtbaar. De oude stationstrap, enkele typische hekken, de perronranden en één spoor dat gebruikt wordt voor de railbike. Bovendien loopt de RAVeL route langs deze oude spoorweghalte. .